# Черкаська загальноосвітня школа № 11
Черкаська загальноосвітня школа І-ІІІ ступенів № 11 — загальноосвітній навчальний заклад у місті Черкаси, де існують класи з навчанням російською мовою.

## Історія

Школа у 2010 році.

Свої двері школа відкрила 1 вересня 1936 року і тоді вона була школою № 17. Приміщення було двоповерхове, першим директором став Барабаш Микола Пилипович. Вперше школа випустила своїх випускників 20 червня 1939 року, їх було всього 14 осіб. Під час другої світової війни будівля школи була зруйнована, в ній знаходився німецький штаб, пізніше конюшня. 1 вересня 1945 року вона відновила роботу, але вже як № 11. 1949 року відбувся перший повоєнний випуск. Керівництво школи змінюється швидко — Ліщинський Григорій Давидович, Балановський Іван Митрофанович, Чернявський Василь Михайлович та Крот Олексій Пилипович. 1962 року у школі було збудовано новий корпус вздовж вулиці за типовим проектом 2-02-76К та третій поверх старого корпусу. Директором стає Клоскова Ірина Василівна, у 1980-их роках її змінює Дяченко Нінель Афанасіївна, а у 1990-их роках — випускник рідної школи Гайдук Віктор Гаврилович. 1996 року у школі було створено новий навчальний заклад — Черкаський гуманітарно-правовий ліцей, де директором стає Гайдук Віктор Гаврилович, а директором школи призначено Чевичалову Ірину Миколаївну.

## Структура
Педагогічний колектив складається із 43 учителів, з яких 33 мають вищу категорію, 17 — першу категорію та 1 — другу категорію, 4 мають звання «учитель-методист», 22 — звання «старший учитель».